# Chandolin
Chandolin foi uma comuna da Suíça, no Cantão Valais, com cerca de 82 habitantes. Estendia-se por uma área de 16,7 km², de densidade populacional de 5 hab/km². Confinava com as seguintes comunas: Agarn, Chalais, Leuk, Saint-Jean, Saint-Luc, Salgesch, Sierre, Vissoie. 
A língua oficial nesta comuna era o Francês.

## História
Em 1 de janeiro de 2009, passou a formar parte da comuna de Anniviers.